# Atlautla de Victoria
Atlautla de Victoria, eller bara Atlautla, är en stad i Mexiko, och administrativ huvudort i kommunen Atlautla i delstaten Mexiko, i den centrala delen av landet. Staden hade 10 967 invånare vid folkräkningen 2010, och är det största samhället i kommunen.